# Idionycteris phyllotis
Idionycteris phyllotis é um morcego pertencente a família Vespertilionidae. Pode ser encontrada no México e Estados Unidos da América. É a única espécie descrita para o gênero Idionycteris.